# 1072

## Evenimente
- 10 ianuarie: Conduși de Robert Guiscard, normanzii din Italia cuceresc Palermo de la musulmani, după un atac combinat pe mare și pe uscat; Robert se autointitulează conte de Sicilia.
- 27 mai: Acordul de la Winchester; se hotărăște primatul arhiepiscopiei de Canterbury asupra celei de York; Lanfranc este numit primat al Angliei, începând reformarea bisericii engleze: abolirea a numeroase culte de sfinți locali, recompunerea cu normanzi a ierarhiei bisericii Angliei etc.
- 7 octombrie: Asasinarea la Zamora a lui Sancho al II-lea "cel Puternic", rege al Castiliei, care urmărea refacerea statului din timpul tatălui său, Ferdinand I, prin înlăturarea fraților săi din regatele de Leon și Galicia: regele Leonului, Alfonso al VI-lea "cel Viteaz" devine și rege al Castiliei, fiind recunoscut de granzii din Burgos; cavalerul Rodrigo Diaz de Bivar (supranumit, Cidul), trece în tabăra noului rege.
- 15 decembrie: Sultanul selgiucid Alp Arslan întreprinde o campanie împotriva karakhanizilor, în cursul căreia este asasinat.

### Nedatate
- Atestarea documentară a localității Buziaș (jud. Timiș).
- Conducătorii bulgari se revoltă împotriva Bizanțului și îl proclamă pe Constantin Bodin ca țar, sub numele de Petru al III-lea; sub presiunea bizantină, răscoala este înăbușită.
- Eliberat din captivitatea selgiucizilor, Roman al IV-lea Diogenes este orbit la revenirea la Constantinopol din ordinul împăratului Mihail al VII-lea și închis într-o mănăstire, unde moare la puțină vreme după aceea.
- Regele William I al Angliei invadează Scoția și îi silește pe scoțieni să îl predea pe rebelul Hereward; regele Malcolm al III-lea îi acordă omagiu regelui Angliei la Abernethy.

## Arte, Știință, Literatură și Filozofie
- Este întemeiată abația de la Dunfermline, în Scoția.
- "Divan'i Lugat'i Turk", o carte referitoare la turci scrisă de către karakhanidul Kașgarli Mahmut, este oferită califului.
- Implementarea programului de canalizare a orașului Kaifeng de către cancelarul chinez Wang Anshi.
- Savantul chinez Shen Kuo este numit conducător al departamentului de astronomie de la curtea Imperiului Song.

## Înscăunări
- 7 octombrie: Alfonso al VI-lea, ca rege al Castiliei (1072-1109).
- 15 decembrie: Malik Shah I, sultan selgiucid (1072-1092)
- Petru al III-lea (Constantin Bodin), țar al Bulgariei.

## Nașteri
- Agnes de Germania, fiică a împăratului Henric al IV-lea (d. 1143)
- Tancred de Hauteville, cruciat normand și prinț de Galilea (d. 1112)
- Welf al II-lea de Bavaria, duce de Bavaria (d. 1120)
- Wulfhilda de Saxonia, fiica mai mare a ducelui Magnus de Saxonia (d. 1126)

## Decese
- 23 februarie: Pietro Damiani, reformator religios și episcop de Ostia (n.c. 1007)
- 16 martie: Adalbert, arhiepiscop de Hamburg (n. ?)
- 28 martie: Ordulf, duce de Saxonia (n. 1020)
- 29 iunie: Roman al IV-lea, împărat bizantin (n.c. 1030)
- 22 septembrie: Ouyang Xiu, om de stat, istoric și poet chinez (n. 1007)
- 7 octombrie: Sancho al II-lea, regele Castiliei, asasinat la Zamora (n. 1036)
- 24 noiembrie: Bagrat al IV-lea, rege al Georgiei (n. 1018)
- 15 decembrie: Alp Arslan, sultan selgiucid (n. 1029)
- Asadi Tusi, poet și lexicograf persan (n.c. 1012)
- Stigand, arhiepiscop de Canterbury (n. ?)